# Istrița de Jos, Buzău
Istrița de Jos este un sat în comuna Săhăteni din județul Buzău, Muntenia, România. Se află în sud-vestul județului, pe DN1B.